# Remigio Morales Bermúdez
Remigio Morales Bermúdez (San Andrés de Pica, Tarapacá, 30 de septiembre de 1836-Lima, 1 de abril de 1894) fue un militar y político peruano, que ocupó la Presidencia del Perú de 1890 a 1894.
Fue un militar que luchó en la guerra del Pacífico, actuando en la campaña terrestre del sur, en la defensa de Lima y en la campaña de la Breña, en esta última a órdenes del general Andrés Avelino Cáceres, de quien se convirtió en un acérrimo partidario político. Luchó contra Miguel Iglesias y fue primer vicepresidente bajo el primer gobierno de Cáceres. Apoyado por el cacerismo, ganó la presidencia en 1890.
Su gobierno fue discreto, no realizando grandes obras públicas y limitándose a continuar la política del presidente anterior. Ejerció una severa represión en contra de los partidarios de Nicolás de Piérola y otros grupos políticos. En el aspecto internacional no logró un acuerdo limítrofe con Ecuador al no ser aprobado el Tratado García-Herrera por el Congreso peruano. Asimismo, su gestión se enderezó a preparar el plebiscito que debía realizarse en Tacna y Arica ocupada por los chilenos, según lo previsto en el Tratado de Ancón, pero ello no se concretaría, por el desinterés de Chile en llevar adelante dicha consulta.
Ya en las postrimerías de su gobierno enfermó repentinamente de gravedad y falleció, el 1 de abril de 1894. Lo reemplazó su segundo vicepresidente Justiniano Borgoño. Esta controvertida sucesión presidencial, que dejaba de lado al primer vicepresidente Pedro Alejandrino del Solar, con el fin de favorecer la vuelta al poder del general Cáceres, dio origen a una sangrienta guerra civil, tras la cual se inauguró el gobierno constitucional de Nicolás de Piérola.

## Carrera militar
Fue hijo de Manuel Morales y Vera y de Catalina Bermúdez y Soto-Alciato, que se dedicaban a la extracción del salitre en Pica, Tarapacá, entonces parte del Perú. Por la vía paterna era descendiente de Dámaso de Morales, el primer español de este apellido que poseyó tierras en Quisma, a corta distancia de Pica, en 1589.

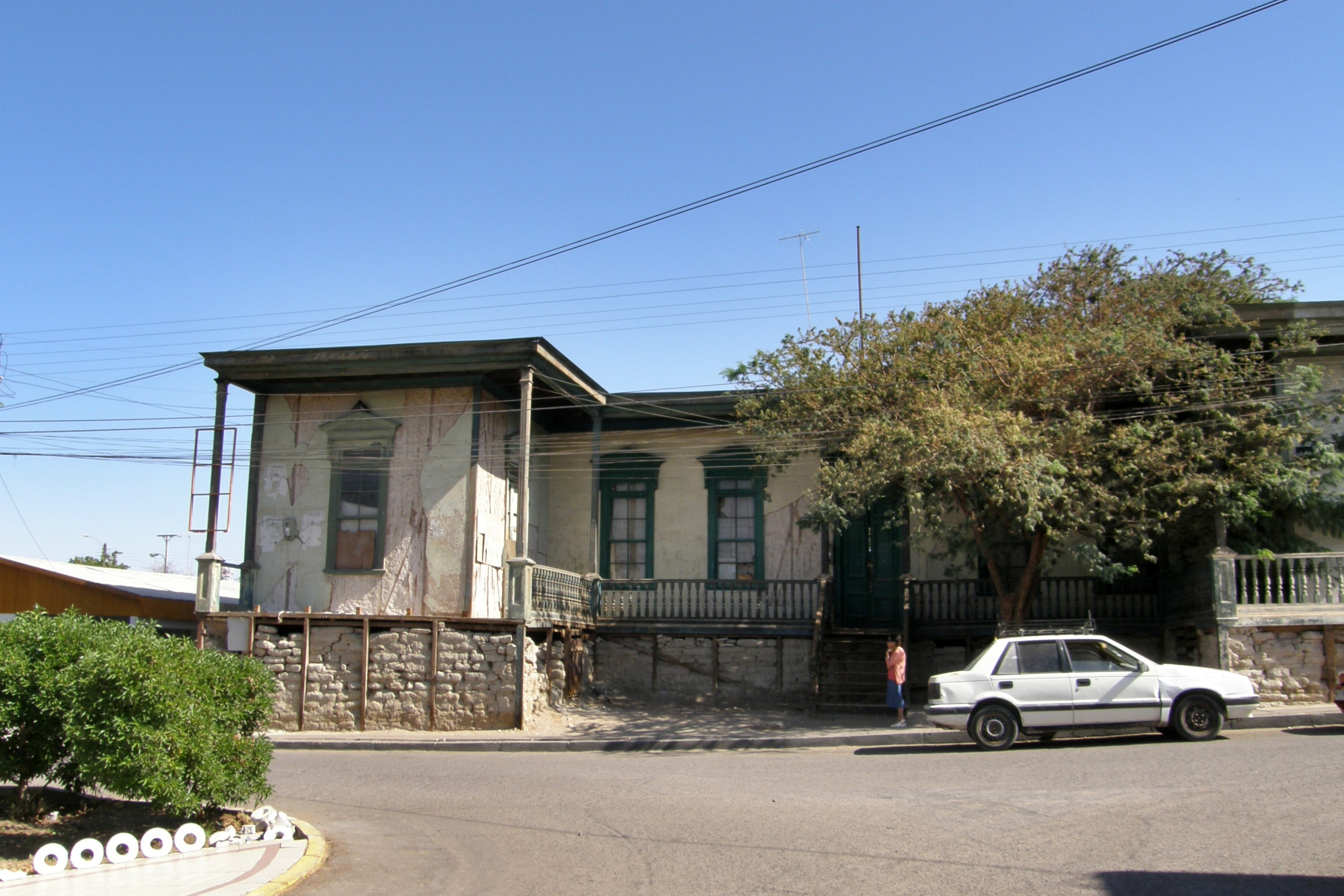
Casa natal de Remigio Morales Bermúdez, en Pica, Tarapacá.

Hizo sus estudios escolares en Tarapacá y parecía destinado al negocio familiar del salitre. Sin embargo, en 1854 optó por la carrera militar, incorporándose al ejército peruano, en el momento en que se iniciaba la revolución liberal contra el presidente José Rufino Echenique. Se sumó al bando revolucionario que encabezaba su paisano, el general Ramón Castilla. En Arica, como subteniente bajo el mando de Juan B. Zavala, enfrentó los ataques sucesivos de las fuerzas gobiernistas comandadas por el teniente coronel Pedro José Chocano y el general Manuel de la Guarda. Hizo toda la campaña militar que culminó con el triunfo de la revolución en la batalla de La Palma, el 5 de enero de 1855, y por su distinguida actuación, fue ascendido a capitán.
Tras estar retirado por un tiempo del ejército, volvió al servicio integrando el batallón Arequipa, esta vez a raíz de la revolución nacionalista del coronel Mariano Ignacio Prado contra el gobierno de Juan Antonio Pezet. Se destacó durante el asalto a Palacio de Gobierno, en noviembre de 1865, y fue ascendido a sargento mayor.
Ya bajo el gobierno constitucional de Mariano Ignacio Prado, marchó en 1868 a Chiclayo para combatir el levantamiento del coronel José Balta (guerra civil de 1867), pero sus mismos subordinados se rebelaron y lo apresaron, entregándolo a Balta, aunque este lo trató con respeto.
En el gobierno de José Balta (1868-1872), fue destinado al departamento de Loreto, donde su conducta fue elogiada por la comandancia general. Luego, bajo el gobierno de Manuel Pardo y Lavalle (1872-1876), pasó a Trujillo como comandante del batallón de gendarmes. Fue también nombrado subprefecto y llegó a ser prefecto interino. Trasladado a Lima, se le encomendó sucesivamente la organización del Batallón de Cazadores N.º 5 y el Batallón de Lima N.º 8.

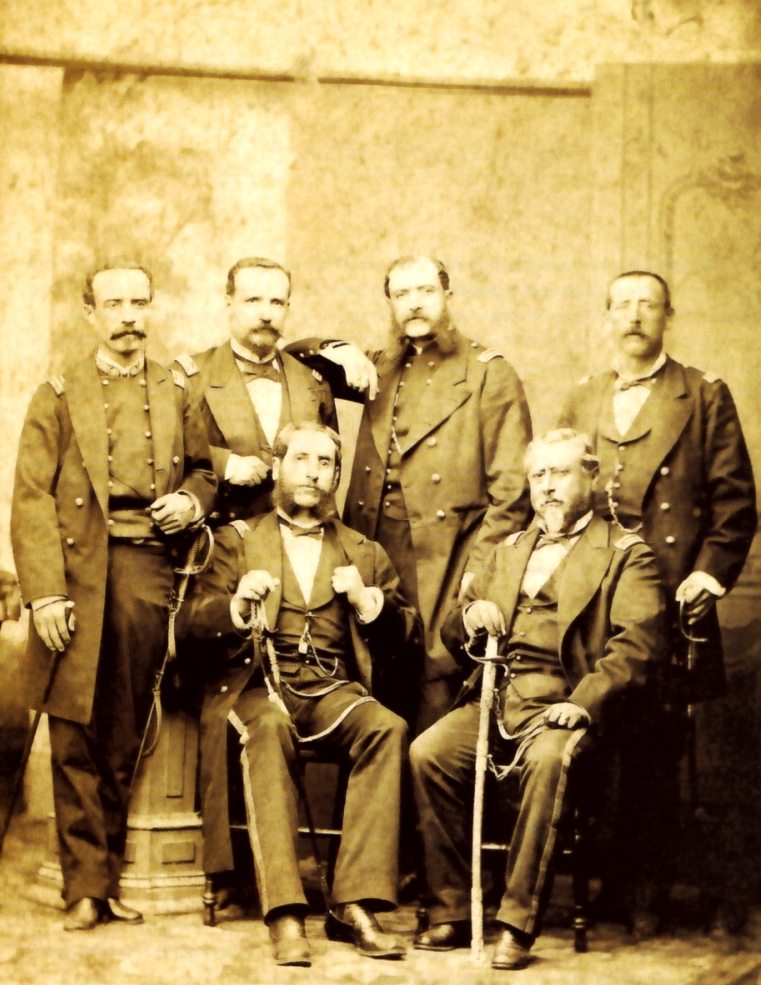
Parados: Remigio Morales Bermúdez, César Canevaro y Francisco de Mendizábal, así como un militar no identificado.

Al estallar la guerra con Chile en 1879, y ya como teniente coronel, fue destinado al sur, escenario de la primera etapa de la campaña terrestre. Participó en la defensa de Pisagua  y en las batallas de San Francisco y Tarapacá. Estuvo también en la batalla del Alto de la Alianza (1880), donde fue derrotado el ejército aliado peruano-boliviano, tras la cual fue destacado a Puno para reforzar las defensas del interior ante una eventual invasión chilena por ese lado.
Tras la ocupación de Lima por los chilenos, Morales Bermúdez se presentó ante el presidente Nicolás de Piérola en Ayacucho, en julio de 1881, y fue ascendido a coronel.
Luego se sumó a la resistencia encabezada por el general Andrés A. Cáceres, siendo nombrado prefecto del departamento de Ayacucho. Tuvo un papel importante en la movilización de fuerzas y recursos a favor del ejército de Cáceres, y actuó a lo largo de la campaña de la sierra norte que culminó en la batalla de Huamachuco, el 10 de julio de 1883.
Luego de la firma del tratado de Ancón, se plegó a la revolución cacerista en contra del gobierno del general Miguel Iglesias, a cuyas fuerzas derrotó en Canta, hecho que facilitó la ocupación de Lima y la abdicación de Iglesias (1885).

## Primer vicepresidente de la República (1886-1890)
Elegido el general Andrés A. Cáceres como presidente constitucional, Morales Bermúdez le acompañó como primer vicepresidente, mientras que el segundo vicepresidente era Aurelio Denegri (1886-1890). En esos años también fue diputado por la provincia de Parinacochas. Aunque, según Basadre, por entonces no ocupó ningún otro cargo político, aparte del de primer vicepresidente de la República, tal vez con el objetivo de no desgastarse políticamente y poder así postular a la presidencia.

## Elecciones presidenciales de 1890
El general Cáceres designó a Morales Bermúdez como su candidato oficial en las elecciones presidenciales programadas para el 13 de abril de 1890.
Morales Bermúdez contaba con el apoyo de todo el aparato del gobierno y de un influyente grupo parlamentario, encabezado por Mariano Nicolás Valcárcel. Como contrincantes se presentaron el médico Francisco Rosas, candidato por el Partido Civil, que resurgía así desde la primera y única vez que había llegado al poder en 1872; y Nicolás de Piérola, líder del Partido Demócrata.
La candidatura más popular era la de Piérola, por lo que el gobierno se propuso eliminarla. Un decreto ordenó abrir proceso en el fuero militar contra Piérola e Iglesias por haber usurpado el poder en los días de la guerra con Chile. Piérola fue apresado. El órgano periodístico de los demócratas, El País, fue clausurado. Piérola instó a sus seguidores a que se abstuvieran de votar, como ya lo había hecho en las anteriores elecciones.
Contando, pues, con el control total del proceso electoral a su favor, Morales Bermúdez resultó ganador con 2899 votos, que representaba el 68% de los votos válidos de los colegios electorales. Factor clave para este triunfo fue el apoyo del presidente de la Cámara de Diputados Mariano Nicolás Valcárcel y sus amigos, que realizaron las calificaciones de las actas de sufragio, favoreciendo al candidato del cacerismo.
Morales Bermúdez resultó así elegido presidente de la República para el período 1890-1894, siendo acompañado por Pedro Alejandrino del Solar y por Justiniano Borgoño, en la primera y la segunda vicepresidencia, respectivamente. No hubo manifestaciones ni protestas en contra del resultado; el mismo candidato Rosas felicitó al ganador. Por su parte, el expresidente Cáceres partió a Europa, donde cumplió algunas misiones diplomáticas.

## Presidente de la República (1890-1894)

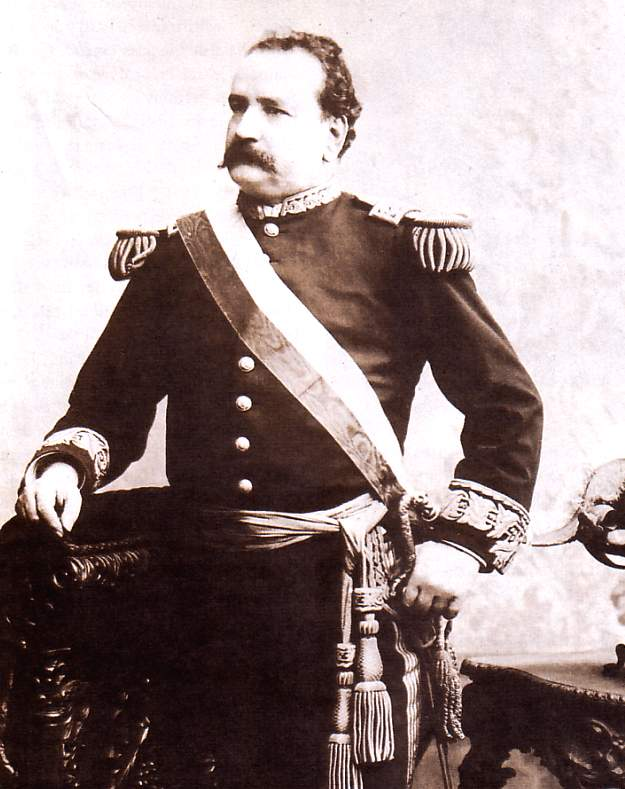
Remigio Morales Bermúdez, Presidente. Foto Archivo Courret-BNP.

Morales Bermúdez asumió oficialmente la presidencia el 10 de agosto de 1890. Desde 1876 no se producía una transmisión constitucional del mando.
En su gobierno se sucedieron ocho gabinetes ministeriales, presididos por los siguientes ministros:
- El doctor en leyes Mariano Nicolás Valcárcel.[17]
- El abogado Federico Herrera (primer periodo).[18]
- El coronel Justiniano Borgoño.[19]
- El abogado Federico Herrera (segundo periodo).[18]
- El coronel Juan Ibarra.[20]
- El diplomático Carlos M. Elías.[21]
- El general Manuel Velarde Seoane.[22]
- El magistrado José Mariano Jiménez.[23]

Basadre describe así la personalidad del presidente:

De figura arrogante, Morales Bermúdez era de carácter tan leal como probo. Juan de Arona creyó lapidarlo al referirse a él en sus escritos periodísticos con la repetición incesante de este estribillo: "El valiente y honrado". Era, además, modesto y huraño. En los días de verano se le veía sentado en una banca de la Plaza de Armas acompañado por su ayudante. No le gustaban las visitas y se hizo famosa su frase entre recelosa y cansada, cuando le anunciaban a alguien: "¿Qué querrá?".

El congreso, por Resolución Legislativa del 29 de agosto de 1892, ascendió a Morales Bermúdez a General de Brigada.

### Aspecto político

#### Motín del cuartel de Santa Catalina
El 5 de octubre de 1890, el principal opositor al gobierno, Piérola, escapó de la cárcel y se embarcó de incógnito en el Callao, pasando a Guayaquil y de allí a Panamá, para finalmente embarcarse a Europa.
El 3 de diciembre de 1890 estalló un motín en el cuartel limeño de Santa Catalina, liderado por el coronel Arturo Morales, que invocó el nombre de Piérola. La represión fue muy severa, siendo fusilados el cabecilla y otros veintiún militares, lo que motivó las quejas de los familiares de los fallecidos, llegando el asunto hasta el Parlamento. El primer ministro, Mariano Nicolás Valcárcel, fue acusado de tener responsabilidad en dichos crímenes. Sin embargo, Valcárcel pasó a presidir la Cámara de Diputados y la acusación en su contra no prosperó.
El 30 de diciembre de 1891 se aprobó el decreto de amnistía política general que dispuso la clausura de todos los juicios abiertos por conspiraciones y motines a civiles y militares.

#### Ley de Elecciones
El 17 de diciembre de 1892 el Congreso sancionó una nueva Ley de Elecciones que mantuvo los defectos de la ley anterior: sufragio indirecto, influencia de las autoridades políticas en la realización de los registros electorales y la decisión de las dualidades por el Congreso. Su novedad fue que prohibió por primera vez en la historia republicana el sufragio a los analfabetos. Como la gran masa de población indígena era analfabeta, esto provocó distribuciones desiguales en cuanto a las representaciones parlamentarias de cada provincia: hubo provincias con representantes elegidos con una ínfima cantidad de votantes, pero que igualaban en número al de los representantes de otras provincias que contaban con un electorado más activo, grande y nutrido.
En 1893, el Congreso, con la intención de evitar la intervención de terceros en las elecciones, aprobó la ley de registro cívico que otorgaba facultades revisoras a la Junta Suprema Central para llevar las elecciones de manera transparente ante la amenaza de presiones del partido cacerista.

#### Oposición parlamentaria al gobierno
Al comenzar el año de 1893, el gobierno se halló en una situación difícil pues el Congreso le era hostil. Los partidarios de Mariano Nicolás Valcárcel, que formaban el Círculo Parlamentario (que era el grupo dominante), se unieron con los civilistas, formando la Unión Cívica, que hizo oposición al gobierno. La plataforma de los cívicos era oponerse a la injerencia de los militares en la política y se proyectaron para las elecciones presidenciales de 1890, con Valcárcel como candidato.
En 1892 retornó de Europa el general Cáceres, en pos de una segunda elección presidencial. El gobierno procedió de lleno a apoyarlo, no escatimando en cerrar periódicos opositores y desconocer las garantías individuales.

### Aspecto internacional

#### Cuestión de Tacna y Arica
En política exterior, la gestión de Morales Bermúdez se concentró en la realización del plebiscito que debía decidir los destinos definitivos de las provincias de Tacna y Arica, entonces bajo administración chilena, de acuerdo con lo estipulado en el tratado de Ancón de 1883.
Las conversaciones diplomáticas entre el presidente de Chile José Manuel Balmaceda y el plenipotenciario peruano Carlos María Elías, publicadas en 1900, en Páginas Diplomáticas, revelan que Chile quería solucionar la cuestión comprando el territorio en el que se tenía previsto la realización del plebiscito. La suma ofrecida escaló a los veinte millones, lo que el gobierno peruano rechazó. La guerra civil chilena de 1891 suspendió momentáneamente las negociaciones.
Entre 1892 y 1894 el canciller peruano Eugenio Larrabure y Unanue continuó la negociación con Chile, proponiendo unas bases para la realización del plebiscito; o, en todo caso, la devolución de Tacna y Arica al Perú, a cambio de amplias concesiones comerciales para Chile. Pero el gobierno chileno rechazó la propuesta.
En 1893, el canciller peruano José Mariano Jiménez Wald inició nuevas negociaciones con el ministro chileno en Lima, Javier Vial Solar. Jiménez propuso que una vez vencido el plazo de diez años, Tacna y Arica debían volver al Perú, y que el plebiscito se debía realizar después, presidido por el Perú o por un país neutral, en el cual solo debían participar los nacidos en dichas provincias. Pero el representante chileno objetó estas bases y aunque se firmó un protocolo, este solo trató sobre algunos puntos menores. De todos modos, el gobierno chileno desaprobó la actuación de su ministro Vial.
Las negociaciones continuaron en Santiago, a cargo del canciller peruano Ramón Ribeyro, quien propuso a la cancillería chilena que definiera de una vez las bases para el plebiscito: su propuesta era que la Junta encargada del mismo debería estar encabezada por un peruano, un chileno y un neutral; y que el derecho a voto debía ser para los nacidos en las provincias y los que tuvieran residencia continúa de dos años como mínimo. La cancillería chilena no respondió. Finalmente, el plazo para la realización del plebiscito venció el 28 de marzo de 1894. El Perú protestó por la continuación de la ocupación chilena de Tacna y Arica, pero Chile argumentó que era necesario una prórroga para preparar adecuadamente el plebiscito. Este asunto sería desde entonces la preocupación principal de la cancillería peruana, por varias décadas más. El plebiscito nunca llegó a realizarse.

#### Negociaciones con Ecuador
Otro importante litigio limítrofe era el sostenido con el Ecuador, el cual se ventilaba teniendo como árbitro al Rey de España. Pero en mayo de 1890, representantes del gobierno de Cáceres quisieron resolver de manera directa el asunto y suscribieron con el gobierno ecuatoriano el Tratado García-Herrera, por el cual el Perú cedía al Ecuador Tumbes y una gran parte de Maynas. El Congreso ecuatoriano se apresuró a aprobar dicho tratado, pero el Congreso peruano, bajo presión de los representantes amazónicos, puso como condición hacer modificaciones en la línea trazada, lo que fue del desagrado del Ecuador. La solución del diferendo continuó entonces bajo el arbitraje de la Corona española.
Colombia, por su parte, presentó críticas frente a las acciones de ambos gobiernos y especialmente al peruano. Consideraba que debería ser incluido como tercero en las negociaciones, pues la disputa contemplaba territorios que le incumbían. Ello llevó a que el canciller peruano Juan Federico Elmore señalara que el Perú no tenía disputas limítrofes con Colombia desde 1830 y que Ecuador era «el único país que tendría derecho de formular pretensiones» (1892). Pero en 1894, al reanudarse las negociaciones con Ecuador, el Perú cambió su actitud y aceptó la tercería colombiana (acuerdo tripartito).

#### Tratado de comercio y navegación con Brasil
Se firmó el 10 de octubre de 1891 un tratado de comercio y navegación bilateral con Brasil, llamado Tratado Chermont-Seoane, en reemplazo de la convención fluvial de 1858. Fue aprobado por el Congreso peruano en 1894, y las ratificaciones se canjearon en Lima, en 1896.  Estableció la libertad de navegación por el Amazonas y sus afluentes y se exoneraron de derechos a la mercancías que cada país quisiera ingresar al otro. Este acuerdo fue perjudicial para Iquitos, donde hubo fuerte oposición, pero lo mismo ocurrió en Brasil, que lo denunció en 1904, quedando finalmente invalidado.

### Protestas sociales
Se produjeron huelgas de empleados y trabajadores, aunque todavía no estaba reconocido el derecho de huelga. En 1891 estalló la huelga de los agentes de aduanas del Callao; en 1892 la de los tipógrafos de los diarios de Lima y la de los trabajadores de las fábricas de cigarros.

### Aspecto económico

#### Cumplimiento del Contrato Grace
En cuanto a la política económica, Morales Bermúdez se propuso cumplir los compromisos derivados del contrato suscrito por el primer gobierno de Cáceres con la firma inglesa Grace en 1888, que transfería a esta compañía el control de todos los ferrocarriles del país a cambio del arreglo de la deuda externa. No obstante, en sus dos primeros años de gobierno, Morales Bermúdez no pudo cumplir con dicho compromiso, ante lo cual la firma inglesa se negó a pagar sus contribuciones al Estado.
La solución llegó en diciembre de 1892 cuando Chile devolvió al Perú las covaderas de Huanillos, Punta de Lobos, Pabellón de Pica e islas Lobos, las cuales fueron transferidas a la Peruvian Corporation como señal de pago de sus deudas. La Peruvian Corporation cumplió entonces con su compromiso de construir la prolongación del ferrocarril central, desde Chicla hasta La Oroya, y la del ferrocarril del sur, hasta Sicuani.
El contrato Grace permitió el ingreso del capital británico en 1890 y promovió tanto la industria petrolera como la minera reflejado en el continuo incremento de establecimientos fabriles.

#### Efectos de la Gran Depresión
La década de 1890 marcó el inicio de la recuperación del Perú, pues coincide con un renovado proceso modernizador. Las metas del gobierno se plantearon mediante el control arancelario que utilizó como negociación en tratados con países vecinos; por ejemplo, con Chile.
Sin embargo, la crisis mundial afectó inevitablemente la economía nacional. La crisis de Baring desprestigió el comercio latinoamericano y restringió fuertemente las exportaciones de materias primas. Asimismo, se produjo una caída sistémica del precio de la plata entre 1890 y 1894 (resultado de la Gran Depresión) que afectó a todos los mercados, las transacciones y el movimiento industrial y comercial, fuente de la gran parte de las entradas fiscales, como señaló el mismo presidente en su mensaje de Fiestas Patrias de 1892.

#### Auge industrial
La merma en los ingresos fiscales se compensó con el auge industrial iniciado durante este periodo. En efecto, al margen de la influencia gubernamental, la esperanza del bienestar económico propició el desarrollo de una nueva industria. El 60% de las firmas que llegaron a operar a inicios del siglo XX se establecieron en esta época. Entre ellas las del sector manufacturero urbano que tenía como objetivo tanto la exportación de sus productos como la venta hacia el sector rural. Proliferaron fábricas dedicadas a la producción de textiles, cervezas, vinos y licores, sombreros, calzado, velas, chocolates y aceites. Se establecieron también compañías de agua potable; así como las de operación de muelles.
A finales del gobierno, entre 1893 y 1894, se presentó una recuperación gradual del volumen de exportaciones, que había caído drásticamente desde la guerra con Chile. Algunos autores atribuyen estas mejoras productivas a la renovación sustancial de los medios de producción; por ejemplo, máquinas a vapor y concentración de masas laborales.

#### El presupuesto de la República
En lo que respecta al presupuesto de la República, por ley de 27 de noviembre de 1890 se estableció la práctica de los presupuestos anuales (hasta entonces habían sido bienales). En el primer año del gobierno de Morales Bermúdez hubo un saldo a favor que ascendió a S/.950 000, aunque hubo ingresos y gastos fuera del presupuesto. A este defectuoso sistema presupuestal se sumó la disminución de las entradas fiscales por la depresión mundial y la baja del precio de la plata, y el desorden administrativo reflejado en la contabilidad, con gastos de hasta un 57% sobre lo autorizado. Ante la constatación de estas irregularidades, el Congreso aprobó resoluciones legislativas, que buscaban el fortalecimiento del sistema de contabilidad y la verificación de lo recaudado tanto en aduanas como lo gastado en políticas públicas.
A partir de 1893 empezó a presentarse déficit en el presupuesto, pero en un porcentaje que oscilaba entre el 2% y el 7%, que era fácilmente cubierto. Este déficit se iría acentuando bajo el gobierno de Piérola (1895-1899).

### Otras obras y hechos importantes

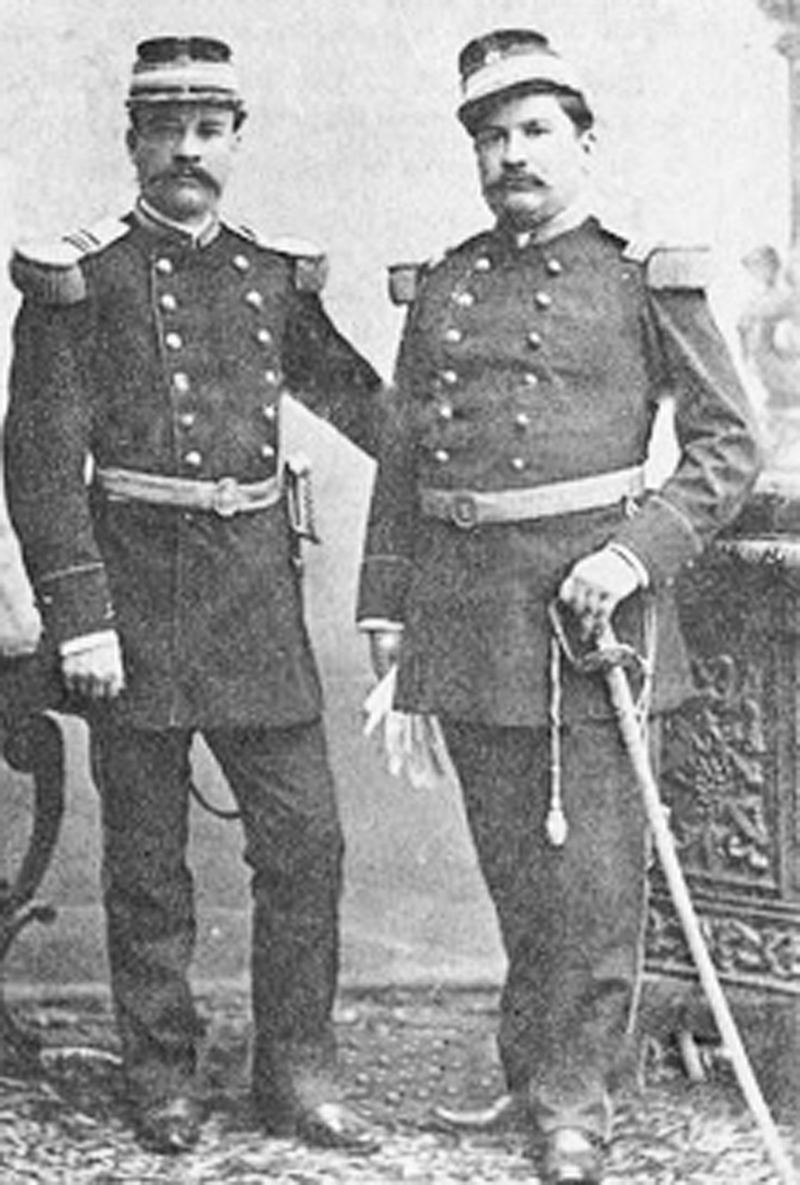
Junto con su hermano Francisco Morales Bermúdez

Morales Bermúdez no hizo obras públicas de importancia ni alguna otra innovación de calibre, limitándose a seguir la política trazada por su antecesor, a incrementar las rentas nacionales y a reprimir a los opositores, llegando incluso a cerrar diarios. Para él, gobernar era conservar el orden. Sin embargo, se pueden citar algunas obras importantes que se realizaron bajo su gobierno:
- El Congreso expidió la Ley de Municipalidades, el 14 de octubre de 1892, para permitir el restablecimiento de dichas entidades en todo el país. Estableció el sufragio directo, aunque no secreto. Efectuados los comicios, perdieron los candidatos oficialistas y el gobierno reemplazó los municipios por Juntas de Notables.[51]
- En octubre de 1893 el Congreso aprobó una ley que introdujo el recurso jurídico del habeas corpus que limitaba la prisión arbitraria de los acusados por delitos comunes. El Ejecutivo lo devolvió al Congreso con observaciones.[52]
- El 14 de octubre de 1893 se sancionó la Ley de Inmigración y Colonización, que dio amplias facilidades para la llegada de inmigrantes de raza blanca.[53] Pero estos nunca llegaron, atribuyéndose la culpa de ello a los terratenientes que acaparaban las tierras de cultivo.[54]
- Se dio una ley de protección a la industria minera.[55]
- Por obra de la Peruvian Corporation, se continuó la ampliación del ferrocarril central, que llegó hasta La Oroya, y la del ferrocarril del sur de Juliaca a Cuzco, que llegó hasta Sicuani.[56][57]
- Se inauguró el camino de penetración al Pichis, en la selva central, para conectar así Lima con la región amazónica a través de las vías fluviales.[58]
- Se llevó a cabo algunas reformas en los cuerpos de policía y gendarmería.
- Se abrió algunas escuelas de educación primaria.
- Se dotó de servicio de agua potable a la ciudad de Arequipa.[57]
- Se adquirió en 1894 el navío de guerra Constitución y el transporte de madera Chalaco, que fueron incorporados al servicio de la Marina de Guerra, que hasta entonces solo contaba con el crucero Lima y el guardacostas Santa Rosa.[59]
- Con motivo del cuarto centenario del Descubrimiento de América se desarrolló, entre otros actos, una gran Exposición Nacional, en Lima, el 12 de octubre de 1892, que tuvo gran éxito.[60]

### Fallecimiento
El 23 de marzo de 1894 el presidente Morales Bermúdez enfermó gravemente y pese a la atención médica que se le brindó, falleció el 1 de abril, día en que coincidentemente debía celebrarse las elecciones para elegir a su sucesor. Por entonces el general Cáceres se hallaba en campaña electoral, apoyado por el gobierno, quien buscaba allanarle su ascensión al poder por todos los medios, hecho doloso que el primer vicepresidente Pedro Alejandrino del Solar no tuvo reparos en señalar, por lo que se enemistó con los caceristas.
De acuerdo a la Constitución debía asumir el mando Del Solar por ser el primer vicepresidente, lo cual debió ocurrir ya desde el momento en que Morales Bermúdez había enfermado gravemente. Pero los caceristas, al considerar que Del Solar era un obstáculo para la candidatura de Cáceres, presionaron para que el mando fuera transferido al segundo vicepresidente, Justiniano Borgoño, que era un militar muy adicto a Cáceres. El Consejo de Ministros entregó el poder a Borgoño, sin atender los reclamos de Del Solar. Los caceristas lograron también que las elecciones fueran suspendidas.
Morales Bermúdez fue enterrado con honores de jefe de Estado. Los informes médicos concluyeron en que la causa probable de su muerte fue una apendicitis complicada tal vez con una obstrucción intestinal, que fue fatal pese a la cirugía que le practicó el doctor Lino Alarco, una eminencia médica de entonces. Una versión que corrió entonces, de que la causa de la muerte había sido el envenenamiento, fue descartada.
En su testamento, Morales Bermúdez «reveló una honrosa pobreza», según palabras de Jorge Basadre. Afirmó solo tener  S/.2000, como único saldo de sus ahorros depositados en uno de los bancos de la capital; así como un crédito contra la caja fiscal por concepto de sueldos atrasados que se le debían como presidente de la República; y unos pocos miles de soles más por una deuda hipotecaria que había amortizado por cuenta de terceros. Dejaba una viuda, Justa Masías, con dos o tres meses de embarazo.